# 科伊曼斯 (紐約州非建制地區)
科伊曼斯（英語：Coeymans）是位於美國紐約州奧爾巴尼縣的非建制地區。

## 歷史
科伊曼斯的郵局自1811年營運至今。

## 地理
科伊曼斯所處的海拔為高於海平面18米（即59英呎），而該地所採用的時區為UTC-5，即北美东部时区（EST）。同時該地設有夏令時間，為UTC-5調快一小時，即UTC-4（EDT）。